# Lange Renne
Die Lange Renne (Lange Rinne) im Ortsteil Mehr der Stadt Rees in Nordrhein-Westfalen ist ein Nebengewässer des Rheins. Das Altwasser hat eine Fläche von 0,193 Quadratkilometern bei einer maximalen Tiefe von 10,49 Metern.
Der südliche Teil des Ostufers bildet die Grenze zum Ortsteil Mehrhoog der Stadt Hamminkeln.
Die Entstehung der Langen Renne wird den Verlagerungen des Rheinstroms zugeschrieben, wobei jedoch in neuerer Zeit eine künstliche Abgrabung während der frührömischen Anwesenheit auf der rechten Rheinseite zur Anlage des Drususkanales in Betracht gezogen wird.